# Grada Eding-Askes
Grada Eding-Askes (Zweeloo, 31 maart 1903 - Holsloot, 4 december 1977) was een toneelschrijfster, voordrachtskunstenares en hoedster van de Drentse taal en cultuur.

## Drents Toneel
Als schrijfster voor de Drentse vereniging 't Aol Volk schreef zij in 1956 haar eerste dialecttoneelstuk. In dit stuk De zun brekt deur krijgt een boerenzoon verkering met de dienstbode van zijn ouders. De toneelstukken spelen meestal in boerenmilieus met als thema's standsverschillen en het vroegere Drentse dorpsleven. Na haar eerste stuk zouden nog vijftien eigen toneelstukken en zes bewerkingen voor de toneelgroep van de vereniging volgen. Haar lied 'Een lindeboom stond diep in het dal' verscheen in 1991 bij Doornbosch en op CD. De jaarlijkse toneelvoorstellingen trokken per seizoen bijna tienduizend bezoekers.
Haar toneelstuk Gien kruuzien op d'baander verscheen in 1978 in boekvorm. In deze streekroman uit de jaren rond 1900 leidt een misverstand tussen een jonge man en zijn zwangere verloofde tot grote gevolgen voor alle betrokkenen.

## Grada Eding-Askesprijs
Haar naam leeft voort in het jaarlijkse Grada Eding-Askesprijs voor kinderen tot en met 16 jaar in twee leeftijdscategorieën: groepen basisschool 1 tot en met 5 en groepen 6 tot en met 8.  De voordrachtswedstrijd wordt gehouden in het Emmer Atlas Theater of de Muzeval in Assen. De prijs bestaat uit een wisselbokaal en een geldprijs.

## Klederdracht
Ze bezat een grote collectie Drentse klederdracht, die bestond uit kostuums, oorijzers en mutsen. Ze gaf daarbij demonstraties in het stijven van Drentse mutsen. Eding-Askes was actief voor de palmpaasdansgroep en de jaarlijkse boerenbruiloft in Westenesch.

## Erkenning
In 1972 werd zij met 't Aol Volk onderscheiden met de Drentse Cultuurprijs. Ze woonde eerst in Zweeloo, verhuisde na haar pensionering naar Holsloot en woonde laatste jaren met haar man in Assen. Nadat ze in 1977 om het leven was gekomen bij een verkeersongeval, werd in 1979 een plaquette ter nagedachtenis van haar onthuld in 'Theater Muzeval' in Emmen. Ze werd begraven op Begraafplaats De Wolfsbergen in Emmen. 
Op 5 november 1979 werd de Drentse historische vereniging 't Volk van Grada opgericht. De vereniging streeft naar het vergaren, bewaren en uitdragen van de Drentse cultuur in al zijn facetten. De jaarlijkse toneelstukken in de Drentse taal worden sinds 1990 gespeeld in het eigen onderkomen, een uit 1681 stammende Saksische boerderij aan het Noordeind in Emmen.